# المراحضة (صنعاء)

تعديل مصدري - تعديل

المراحضه هي إحدى قرى الجمهورية اليمنية. تتبع جغرافيا لمحافظة صنعاءو إداريًا لمديرية بني مطر. يبلغ تعداد سكانها 990 نسمة حسب الإحصاء الذي أجري عام 2004.